# Isnello
Isnello est une commune italienne de la province de Palerme, dans la région Sicile.

## Géographie
La commune est située sur le territoire du parc naturel régional des Madonie.

## Administration
| Période                                  | Période  | Identité           | Étiquette | Qualité |
| ---------------------------------------- | -------- | ------------------ | --------- | ------- |
| 2017                                     | en cours | Marcello Catanzaro |           |         |
| Les données manquantes sont à compléter. |          |                    |           |         |

### Hameaux
Piano Zucchi

### Communes limitrophes
Castelbuono, Cefalù, Collesano, Gratteri, Petralia Sottana, Polizzi Generosa, Scillato

## Personnalités liées
- Elisa Giambelluca (1941-1986), née à Isnello, enseignante de mathématiques, vénérable catholique[3],[4].